# Pedinostethus exiguus
Pedinostethus exiguus är en insektsart som beskrevs av Ludwig Redtenbacher 1891. Pedinostethus exiguus ingår i släktet Pedinostethus och familjen vårtbitare. Inga underarter finns listade i Catalogue of Life.